# Rostislav Pevtsov
Rostislav Pevtsov –en ucraniano, Ростислав Певцов, Rostyslav Pevtsov– (Járkov, 15 de abril de 1987) es un deportista azerbaiyano, de origen ucraniano, que compite en triatlón y acuatlón.
Participó en los Juegos Europeos de Bakú 2015, obteniendo la medalla de bronce en la prueba masculina individual. Ganó una medalla de oro en el Campeonato Europeo de Triatlón de 2009, en la prueba de relevo mixto, y dos medallas en el Campeonato Europeo de Triatlón de Velocidad, plata en 2016 y bronce en 2019. Además, obtuvo una medalla de oro en el Campeonato Mundial de Acuatlón de 2019.

## Palmarés internacional
| Representando a Ucrania    |                       |                   |              |
| Campeonato Europeo         |                       |                   |              |
| Año                        | Lugar                 | Medalla           | Prueba       |
| 2009                       | Holten (Países Bajos) | Medalla de oro    | Relevo mixto |
| Representando a Azerbaiyán |                       |                   |              |
| Juegos Europeos            |                       |                   |              |
| Año                        | Lugar                 | Medalla           | Prueba       |
| 2015                       | Bakú (Azerbaiyán)     | Medalla de bronce | Individual   |

| Representando a Azerbaiyán |                       |                   |            |
| Campeonato Europeo         |                       |                   |            |
| Año                        | Lugar                 | Medalla           | Prueba     |
| 2016                       | Châteauroux (Francia) | Medalla de plata  | Individual |
| 2019                       | Kazán (Rusia)         | Medalla de bronce | Individual |

| Representando a Azerbaiyán |                     |                |            |
| Campeonato Mundial         |                     |                |            |
| Año                        | Lugar               | Medalla        | Prueba     |
| 2019                       | Pontevedra (España) | Medalla de oro | Individual |